# Chlorops insignis
Chlorops insignis är en tvåvingeart som beskrevs av Becker 1912. Chlorops insignis ingår i släktet Chlorops och familjen fritflugor.
Artens utbredningsområde är Peru. Inga underarter finns listade i Catalogue of Life.